# 안양시의 시외버스
안양시의 시외버스는 타 도시에 비해 많은 편이지만 한 곳에서 집약적으로 터미널의 역할을 하는 곳이 없는 것이 현실이다. 현재 안양시에 시외버스가 정차하는 정류장으로는 안양시외버스정류장, 범계시외버스정류장, 호계동시외버스정류장, 비산동시외버스정류장 등이 있다.

## 터미널 건립 무산
안양시는 1993년부터 안양시외버스터미널을 짓기 위해 계획을 추진했다. 처음에는 평촌신도시 농수산물센터 옆 5,500여평 부지에 ㈜경보를 사업자로 선정하여 지하 2층, 지상6층 규모로 건립을 추진하였다. 그러나 지역 주민들의 반발과 사업시행자의 자금난, 부지가 설계 당시 농수산물 도매시장 부지였다는 점 등 문제점이 계속해서 드러나면서 사업이 무산되었다. 이에 안양시는 다른 부지로 관양동 열병합발전소 옆  8300평 부지를 터미널 부지로 다시 선정 하여 터미널을 짓기로 계획하여 시민단체와 주변 주민들의 반대에 부딪혀 논란이 되었으나 2008년이 되어서야 해당 부지를 확정 짓고 민간이 건립하는 것으로 계획 하였다. 그러나 이 부지 또한 접근성 등이 떨어지고, 주변에 소각장 등이 위치해 터미널이 들어설 경우 대기오염 등이 가중될 우려가 크다는 지적이 강하게 제기되면서 최종 결정되지 못하다가 결국 무산되었다.
결국 최초 터미널 사업자였던 ㈜경보는 안양시를 상대로 손해배상 소송을 제기했으며, 안양시는 이 소송에서 패소하여 11억원의 배상금을 지급하게 되었다.
또한 터미널 사업 부지로 지정되었던 곳은 20년 넘게 방치되면서 생활 쓰레기 및 각종 폐기물로 뒤덮여 또다른 문제를 낳고 있다.

## 안양 환승터미널 건립 백지화
결국 부지 확보 및 자금 문제로 터미널 건립에 차질을 빚어왔던 안양시는 2015년 10월 20일에 기존 시외버스정류장을 개량하는 방식으로 환승 터미널을 건립할 계획을 발표했다. 가장 먼저 킹덤웨딩홀 앞 시외버스정류장과 안양역시외버스터미널을 통합해 안양역 앞에 환승터미널을 만들 예정이다. 이를 위해 안양시에서는 12월에 대도시권 광역교통시설지정을 경기도에 신청하고, 2016년 9월까지 실시설계를 마쳐 2017년 중 리모델링을 추진하고 나머지 비산동, 호계동, 범계동에 설치되었던 시외버스정류장은 비산동을 제외하고 현행 유지하되, 안양시에서 가장 이용률이 적은 비산동 정류장은 폐지하여 호계동정류장을 이용하게 할 계획이었으나. 2016년 복합터미널 계획이 백지화되었다.

## 안양역시외버스정류장
안양역시외버스정류장은 경기도 안양시 만안구 만안로223번길 31(안양동 668-20)에 있다. 안양역 바로 건너편에 있다. 별도의 터미널 건물이 없고 간이 매표소와 간이 대합실이 설치되어 있다. 매표소에는 간판이 안양역시외버스정류장으로 되어 있으며, 시외버스 승차권을 예매할 수 있는 버스타고 홈페이지에는 안양버스여객터미널로 되어 있다.
| 운행 노선               | 운행업체                     | 운행구간 | 운행구간 | 운행구간 | 경유지                                     | 배차          | 시간표 |
| ----------------------- | ---------------------------- | -------- | -------- | -------- | ------------------------------------------ | ------------- | --- |
| 안양역→인천공항 A4200-1 | 용남공항리무진               | 안양역   | →        | 인천공항 |                                            | 31회, 20~50분 | 05:00~20:55 |
| 안양역→대전             | 중부고속 금남고속 한양고속   | 안양역   | ↔        | 대전     |                                            | 11회          | 08:20, 09:20, 10:30, 11:20, 12:20, 13:20, 15:30, 16:20, 17:20, 19:20, 20:30                                                   |
| 안양역→대전             | 중부고속 금남고속 한양고속   | 안양역   | ↔        | 대전     | 대전청사                                   | 1회           | 06:20 |
| 안양역→대전             | 중부고속 금남고속 한양고속   | 안양역   | ↔        | 대전     | 세종청사, 세종시                           | 1회           | 07:05 |
| 안양역→대전             | 중부고속 금남고속 한양고속   | 안양역   | ↔        | 대전     | 세종청사, 세종시, 대전청사                 | 2회           | 14:20, 18:20 |
| 안양역→청주             | 금남고속 대원고속 새서울고속 | 안양역   | →        | 청주     |                                            | 16회          | 07:00, 07:30, 08:30, 10:00, 10:50, 11:40, 12:30, 13:20, 14:10, 14:30, 15:00, 15:50, 16:40, 17:30, 18:20, 19:10(금토일), 20:00 |
| 안양역→태안             | 충남고속 용남고속            | 안양역   | →        | 태안     | 광명, 기지시, 당진, 운산, 음암, 서산, 어송 | 15회          | 06:30~20:30, 60분 간격 |
| 안양역→보령             | 충남고속 대원고속            | 안양역   | →        | 보령     |                                            | 5회           | 08:00, 10:00, 14:40, 16:00, 19:00                                                                                             |
| 안양역→고양             | 충남고속 대원고속            | 안양역   | →        | 고양     | 부천                                       | 4회           | 10:50, 15:20, 19:50, 20:50 |
| 안양역→부천             | 충남고속 대원고속            | 안양역   | →        | 부천     | 무정차                                     | 1회           | 13:20 |
| 안양역→광주             | 전북고속                     | 안양역   | →        | 광주     | 동운동                                     | 11회          | 07:00, 08:20, 09:30, 10:40, 12:00, 13:10, 14:10, 15:30, 16:40, 18:00, 19:20                                                   |
| 안양역→익산             | 전북고속                     | 안양역   | →        | 익산     | 군산                                       | 5회           | 08:35, 10:00, 14:10, 16:00, 18:00                                                                                             |
| 안양역→목포             | 대원고속 태화상운 광신고속   | 안양역   | →        | 목포     | 안산, 영광                                 | 4회           | 07:20(우등/금토일), 08:30(우등), 10:00, 13:40(우등), 15:00                                                                    |

## 안양시외버스정류장
안양시외버스정류장은 경기도 안양시 만안구 안양3동에 위치하고 있다. 주변에 킹덤웨딩홀이 있어서 안양킹덤웨딩홀시외버스정류장, 또는 예전에는 이 예식장 이름이 왕궁예식장이었기 때문에 안양왕궁예식장시외버스정류장이라고도 한다. 시외버스 승차권을 예매할 수 있는 버스타고 홈페이지에는 안양터미널로 되어 있다. 안양로 도로변에 있으며 간이 매표소와 대합실이 설치되어 있다. 안양역시외버스정류소에서 도보 5분 거리에 위치하며 가장 가까운 시내버스 정류장 이름은 "시외버스정류소.교보문고"이다. 운행 노선은 가장 많으며 대부분 노선이 부천이나 인천에서 출발하는 시외버스가 이 곳을 경유하는 형식으로 운행한다.
킹덤웨딩홀 앞 시외버스정류장에서 대부분 행선지의 시외버스가 정차하며, 킹덤웨딩홀 건너편 정류장은 주로 하차장으로 쓰이거나 또는 인천이나 부천 방면으로 가는 시외버스를 이용할 때 사용한다.

### 역사
- 2014년 7월 23일 : 부천 출발 함양, 인월행 시외버스 노선이 신설되었다.[18]
- 2015년 6월 5일 : 함양, 인월행 노선 마천, 지리산(백무동)까지 연장 운행.[19]
- 2015년 6월 9일 : 대구행 노선 시범운행 실시.[20]
- 2015년 6월 19일 : 대구행 노선 시범운행 중단.[21]
- 2016년 8월 22일 : 인천 구터미널 ↔ 성남터미널 구간을 운행하던 8848번 노선이 시내버스로 전환.[22]
- 2018년 3월 1일 : 영주행 노선에 풍기IC 추가 경유 실시.[23]
- 2018년 5월 25일 : 울산행 노선 신설.[24]
- 2018년 8월 14일 : 울산행 노선 폐지.[25]
- 2018년 12월 6일 : 산양리행 노선 와수리로 단축 운행.[26]
- 2018년 12월 27일 : 속초행 노선 모두 직행으로 변경되어 낙산사, 물치 중간정차 중단.[27]
- 2019년 1월 1일 : 내촌, 가산, 포천 경유 철원(동송)행 운행 중단.[28]

### 운행 노선
| 운행 노선       | 운행업체                  | 운행구간 | 운행구간 | 운행구간     | 경유지                                                   | 배차                                                                 | 시간표                                                                                      |
| --------------- | ------------------------- | -------- | -------- | ------------ | -------------------------------------------------------- | -------------------------------------------------------------------- | ------------------------------------------------------------------------------------------- |
| 안양→안성 R8458 | 대원고속                  | 안양     | →        | 동아방송대   | 공도, 대림동산, 중앙대(안성), 안성                       | 6회                                                                  | 07:05, 08:30, 10:30, 13:30, 15:30, 18:30                                                    |
| 안양→이천 R8440 | 대원고속                  | 안양     | →        | 이천         | 덕평                                                     | 9회                                                                  | 07:20, 09:00, 10:50(금토일), 11:40, 12:50, 13:35, 15:25, 16:15, 17:25(금토일), 18:40, 20:50 |
| 안양→인천       |                           | 안양     | →        | 인천         | 무정차                                                   |                                                                      |                                                                                             |
| 안양→부천       |                           | 안양     | →        | 부천         | 무정차                                                   |                                                                      |                                                                                             |
| 안양→춘천       |                           | 안양     | ↔        | 춘천         | 도농, 금곡, 평내, 마석, 대성리, 청평, 가평, 강촌         | 4회                                                                  | 07:00, 10:30, 13:30, 18:20                                                                  |
| 안양→춘천       | 대성리, 청평, 가평, 강촌  | 안양     | ↔        | 춘천         | 10회                                                     | 08:20, 09:20, 11:30, 12:30, 14:30, 15:30, 16:30, 17:30, 19:20, 20:20 |                                                                                             |
| 안양→원주       |                           | 안양     | →        | 원주         | 문막                                                     | 10회                                                                 | 07:10, 08:20, 09:40, 11:00, 12:20, 13:30, 15:00, 16:20, 17:30, 19:00, 20:30                 |
| 안양→속초       | 경기고속 대원고속         | 안양     | ↔        | 속초         |                                                          | 3회 (우등)                                                           | 07:00, 09:30, 13:40                                                                         |
| 안양→속초       | 경기고속 대원고속         | 안양     | ↔        | 속초         | 낙산, 설악산                                             | 3회                                                                  | 08:30(금토일), 10:35, 16:05(우등), 18:00(우등)                                              |
| 안양→강릉       |                           | 안양     | →        | 강릉         |                                                          | 7회                                                                  | 08:40, 10:10, 11:50, 13:30, 15:10, 16:50, 18:40                                             |
| 안양→와수리     |                           | 안양     | ↔        | 와수리       | 장현, 일동, 이동, 도평리, 자등리, 신수리                 | 6회                                                                  | 07:50, 10:00, 12:20, 14:20, 15:50, 18:50                                                    |
| 안양→태백       |                           | 안양     | →        | 태백         | 영월, 고한                                               | 6회                                                                  | 06:30, 09:05, 11:30, 14:05, 16:30, 19:00                                                    |
| 안양→충주       | 대원고속                  | 안양     | ↔        | 건국대(충주) | 충주                                                     | 2회                                                                  | 12:10, 16:30                                                                                |
| 안양→충주       | 대원고속                  | 안양     | ↔        | 충주         | 현대전자, 태평리, 이황리, 장호원, 감곡, 생극, 용원, 주덕 | 1회                                                                  | 19:00                                                                                       |
| 안양→상주       | 대원고속                  | 안양     | →        | 상주         | 충주, 건국대(충주), 문경, 점촌                           | 6회                                                                  | 07:20, 08:15, 10:00(금토일), 11:20, 13:30, 14:50, 18:00                                     |
| 안양→제천       |                           | 안양     | →        | 제천         | 무정차                                                   | 6회                                                                  | 07:20, 09:00, 11:20, 15:00, 16:40, 18:50                                                    |
| 안양→진천       | 경일여객                  | 안양     | →        | 진천         | 좌전, 백암, 죽산, 두원대, 광혜원, 이월                   | 5회                                                                  | 07:10, 08:20, 12:10, 16:10, 19:20                                                           |
| 안양→음성       | 친선고속                  | 안양     | →        | 음성         | 일죽, 삼성, 대소, 무극                                   | 4회                                                                  | 08:30, 11:30, 15:20, 18:15                                                                  |
| 안양→전주       | 대원고속 호남고속         | 안양     | ↔        | 전주         |                                                          | 7회                                                                  | 07:40, 11:40, 12:40(우등), 14:40(우등), 16:40(우등), 17:40, 18:40(우등)                     |
| 안양→전주       | 대원고속 호남고속         | 안양     | ↔        | 전주         | 세종청사, 세종시                                         | 1회                                                                  | 09:40                                                                                       |
| 안양→정읍       | 대원고속                  | 안양     | →        | 정읍         |                                                          | 1회 (우등)                                                           | 11:35                                                                                       |
| 안양→동광양     | 대원고속                  | 안양     | ↔        | 동광양       | 남원, 광양                                               | 2회 (우등)                                                           | 11:00, 15:40                                                                                |
| 안양→동광양     | 대원고속                  | 안양     | ↔        | 광양         | 1회 (우등, 금토일)                                       | 18:10                                                                |                                                                                             |
| 안양→지리산     | 함양지리산고속            | 안양     | →        | 백무동       | 서상, 함양, 인월, 마천                                   | 2회                                                                  | 15:50, 20:30                                                                                |
| 안양→안동       | 경기고속 코리아와이드경북 | 안양     | →        | 안동         | 영주                                                     | 6회 (우등)                                                           | 08:00, 10:00, 12:00, 14:00, 16:00, 18:00                                                    |
| 안양→포항       |                           | 안양     | →        | 포항         | 경주                                                     | 4회                                                                  | 07:40, 12:10, 15:30, 18:50                                                                  |

## 범계시외버스정류장
범계시외버스정류장은 경기도 안양시 동안구 호계동에 위치하고 있다. 근처에 범계역이 있어 범계역시외버스정류장이라고도 하며, 이 지역이 평촌이라고 불리기 때문에 평촌시외버스정류장이라고 하기도 한다.
2017년 기준으로 부천↔안성, 용인↔인천 두 노선만이 이 정류장에 정차한다. 롯데백화점 앞 시외버스정류장에서 안성 방면 및 용인 방면 노선을, 롯데백화점 건너편 정류장에서 부천 방면 및 인천 방면 노선을 탑승할 수 있다.
| 운행 노선            | 운행업체 | 운행구간 | 운행구간 | 운행구간   | 경유지                                           | 배차    | 시간표                                                                   |
| -------------------- | -------- | -------- | -------- | ---------- | ------------------------------------------------ | ------- | ------------------------------------------------------------------------ |
| 부천↔안성 R8458      | 대원고속 | 부천     | ↔        | 동아방송대 | 안양, 범계, 공도, 대림동산, 중앙대(안성), 안성   | 10회    |                                                                          |
| 용인↔범계↔인천 R8839 | 경남여객 | 에버랜드 | ↔        | 인천       | 용인, 명지대, 용인대, 강남대, 기흥역, 신갈, 범계 | 20~50분 | 용인 행 07:05, 07:45, 08:05, 20:40, 21:15, 22:00은 용인터미널까지만 운행 |

## 호계시외버스정류장
호계시외버스정류장은 경기도 안양시 동안구 호계동에 위치하고 있다. 승차장은 경수대로 수원 방향 내촌마을 시내버스 정류장 옆에 위치하며, 하차장 및 부천·인천 방향 승차장은 경수대로 서울 방향 무궁화단지 인근에 위치한다. 고양과 안성 방향 노선은 노선 특성 상 이 정류장이 아닌 '호계사거리.호계전통시장' 시내버스 정류장에서 승하차한다.
| 방면        | 행선지                                                                                   |
| ----------- | ---------------------------------------------------------------------------------------- |
| 강원권 방면 | 가평, 강릉, 강촌, 고한사북, 낙산, 문막, 속초, 영월, 와수리, 원주, 춘천, 태백             |
| 수도권 방면 | 덕평, 부천, 운천, 이동, 이천, 인천, 일동, 일죽                                           |
| 충청권 방면 | 광혜원, 대소, 대전, 대전청사, 무극, 삼성, 세종, 음성, 이월, 제천, 증평, 진천, 청주, 충주 |
| 호남권 방면 | 광양, 광주, 군산, 남원, 동광양, 익산, 전주, 정읍                                         |
| 영남권 방면 | 문경, 상주, 안동, 영주, 점촌                                                             |

## 비산동시외버스정류장
비산동시외버스정류장은 경기도 안양시 동안구 비산동에 위치하고 있다. 근처에 이마트 안양점과 안양중앙초등학교가 있다. 정류장 이름이 "이마트.비산사거리" 정류장이므로 비산사거리시외버스정류장이라고 하기도 한다.
| 방면        | 행선지 |
| ----------- | --- |
| 강원권 방면 | 문막, 원주 |
| 수도권 방면 | 고양, 고양화정, 공도, 대림동산, 덕평, 두원공대, 백암, 부천, 수원, 수원역, 안성, 인천, 일죽, 죽산, 중앙대(안성) |
| 충청권 방면 | 광혜원, 대소, 대전, 대전청사, 무극, 삼성, 세종, 음성, 진천, 청주                                               |